# Sant'Agata sul Santerno
Sant'Agata sul Santerno (Sant'Êgta in romagnolo) è un comune italiano di 2 833 abitanti della provincia di Ravenna in Emilia-Romagna.
È il terzo comune più piccolo della provincia per popolazione (dopo Casola Valsenio e Bagnara di Romagna) e il più piccolo quanto a superficie.

## Geografia fisica

### Territorio
Sant'Agata è situata nella pianura romagnola, sulla sponda sinistra del fiume Santerno. Sorge a 33 km ad ovest di Ravenna.

## Storia

### Dalla fondazione all'Unità d'Italia

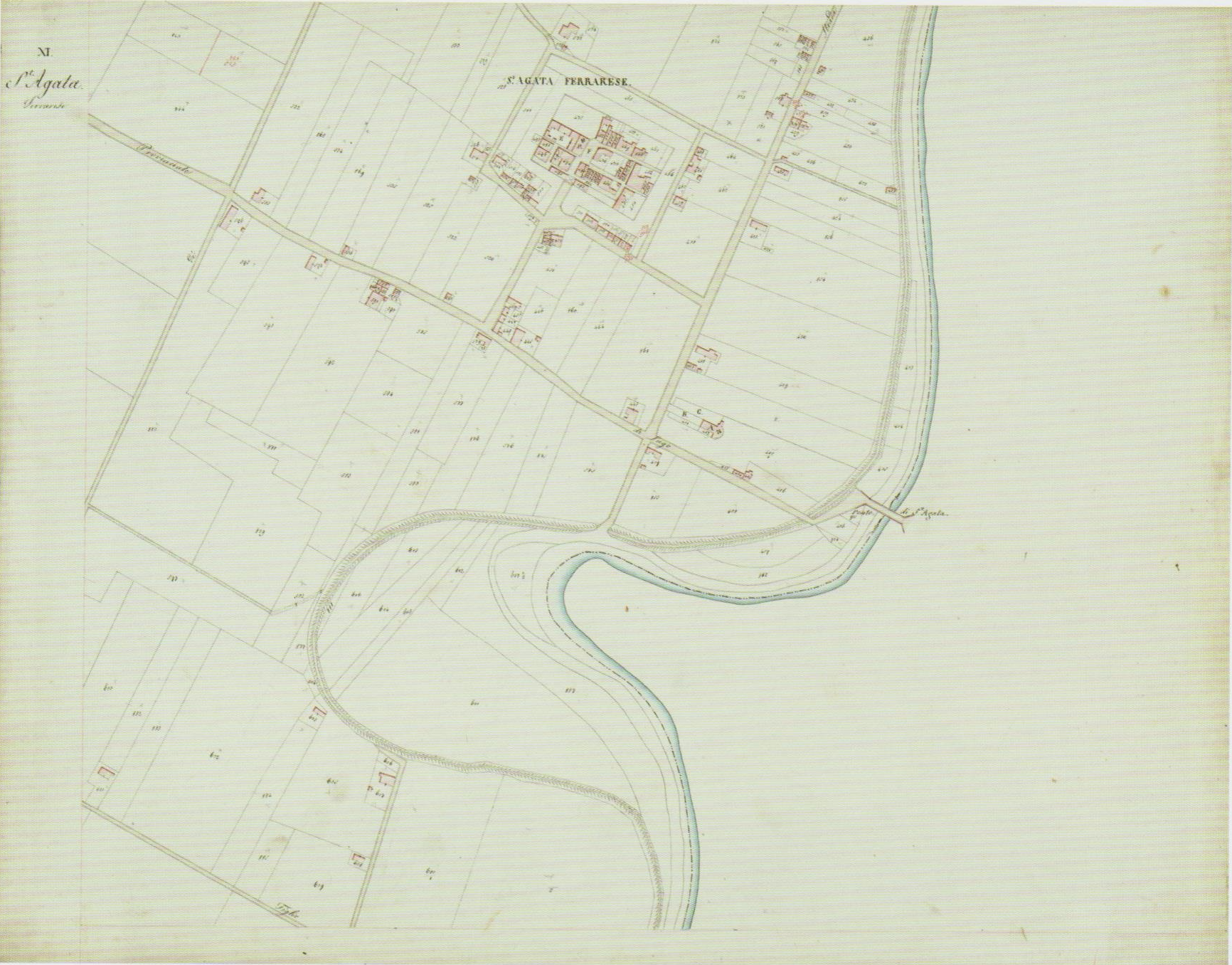
Mappa di Sant'Agata Ferrarese (1896).

L'abitato sorse probabilmente in epoca bizantina. Per difendersi dalle continue incursioni longobarde, i bizantini eressero tra VII e VIII secolo una linea difensiva che andava da Ferrara (città di fondazione bizantina) alla via Emilia. La linea era punteggiata da piccoli castra, cioè presidi militari. Dall'esame cartografico e dal confronto con le foto satellitari si evince che l'abitato di Sant'Agata aveva le tipiche dimensioni (circa 160 x 160 metri) di un villaggio protetto da un fossato con argine.
Contemporanea al presidio è la pieve, edificata come d'uso fuori le mura. Fu dedicata a Sant'Agata probabilmente in segno di buon augurio, poiché i bizantini avevano intitolato alla santa orientale la città di Catania, la prima ad essere riconquistata all'inizio della loro campagna d'Italia. La pieve fu edificata a nord del castrum. Come negli altri centri del Nord Italia dell'epoca, ebbe una funzione sia religiosa sia civile. Dal nome della pieve trae origine il nome del centro abitato.
Quando la pieve fu costruita il clima stava attraversando una fase di "ottimo". Ma a partire dal XIII secolo il clima cambiò nuovamente ed iniziò una stagione calda. Gli effetti sul territorio furono disastrosi: il Santerno esondò ed allagò più volte il territorio circostante. La pieve di Sant'Agata, dopo essere stata allagata ripetute volte, venne abbandonata, tanto che a partire dal 1300 di essa non si ha più notizia. Fu sostituita dalla chiesa parrocchiale, situata dentro le mura.
Fin dai secoli XII-XIII la pieve di S. Agata fece parte della Diocesi di Faenza, cui appartiene tuttora. In quel periodo il territorio circostante era occupato prevalentemente da boschi: la Magnum forestum delle cronache medievali. Tra il XIII e il XIV secolo Sant'Agata fu disputata dai signori locali, trovandosi, suo malgrado, al centro di scontri tra forze avversarie. Tale periodo turbolento ebbe termine nel 1440, una delle date più significative della storia del paese. Il 23 settembre di quell'anno Papa Eugenio IV cedette in feudo alcune terre della Bassa Romagna, tra cui Sant'Agata, agli Estensi di Ferrara per 11.000 ducati d'oro. Il paese assunse quindi il nome di S. Agata Ferrarese, che conservò fino all'Unità d'Italia. Nel 1487 gli abitanti ottennero dagli Este lo Statuto, ovvero la raccolta delle leggi di autogoverno della città. L'abitato aveva una pianta ridotta; l'accesso al castello avveniva attraverso un'unica Porta; la fortificazione era circondata da un grande fossato, chiamato dagli abitanti "la Fossa" (dell'antico castello non rimane che uno dei due torrioni, l'attuale torre dell'orologio). Nel recinto del castello fu edificata la chiesa arcipretale. In epoca successiva il fossato venne prosciugato (ciò accadde anche nei centri abitati circostanti, come Lugo e Bagnara). La porzione dell'ex fossato antistante la porta cittadina divenne la piazza centrale del paese.
Dopo l'estinzione della dinastia estense, nel 1598, Sant'Agata, insieme a tutta la Romagna estense, fu devoluta allo Stato Pontificio, che la inserì nella neonata Legazione di Ferrara.
Nel corso del XVIII secolo il passo sul fiume Santerno aumentò considerevolmente d'importanza. Si tratta di un passaggio obbligato per chi è diretto a Lugo. Il principale paese del comprensorio, proprio in quel secolo, conobbe un periodo di floridezza economica. Ne beneficiò anche Sant’Agata: il passaggio del fiume, infatti, divenne la fonte dei maggiori introiti del Comune. Gli introiti assicuravano tutta una serie di servizi, dalla scuola alle poste alla sistemazione degli argini del fiume stesso. Anche gli abitanti della vicina Massa Lombarda erano obbligati a passare da Sant'Agata per recarsi a Lugo. Alla metà del secolo i due paesi cercarono entrambi di influire sulla vita politica di Sant'Agata. Nel 1755 fu approvato a Ferrara un decreto che permetteva a due lughesi e a due massesi di partecipare alle pubbliche adunanze cittadine. Iniziò un lunghissimo braccio di ferro con i due comuni confinanti. Dopo ben 23 anni Sant'Agata ottenne l'abolizione del decreto direttamente dalla Santa Sede.
Nel 1796 la Romagna estense cadde sotto il dominio napoleonico. Nel 1801-02 fu costruito un ponte in legno sul Santerno: fu il primo ponte permanente sul fiume. Fino ad allora veniva offerto il servizio di traghetto da una sponda all'altra; i proventi andavano al municipio. La cessazione del servizio causò un pesante deficit nelle casse comunali. I santagatesi fecero sentire le loro proteste fino a Bologna. Nella primavera del 1815 Gioacchino Murat, in ritirata da Ferrara verso Faenza, attraversò il Santerno sul nuovo ponte e, per fermare l'avanzata austriaca, lo fece bruciare. Nello stesso anno la Romagna estense ritornò sotto la sovranità dello Stato Pontificio. Il legato accolse le richieste dei santagatesi e non fece ricostruire il ponte.
In occasione della Prima guerra d'indipendenza italiana (1848) si arruolarono volontari ben 26 santagatesi. L'epidemia di colera del 1854-55 toccò anche Sant'Agata: su 1 636 abitanti, 78 furono contagiati e 50 morirono.
Con l'annessione delle Legazioni pontificie al Regno di Sardegna (1859) il comune di Sant'Agata fu incluso nella Provincia di Ravenna (annessione sancita con i plebisciti del 1860). Successivamente il nome cambiò da Sant'Agata Ferrarese all'attuale Sant'Agata sul Santerno.

### Dal 1861 ad oggi
Nel 1863, per Regio Decreto, il paese assunse l'attuale denominazione di Sant'Agata sul Santerno. Nel gonfalone del Comune compaiono: Sant'Agata, la torre civica e l'aquila degli Estensi. Nel 1865 fu emanato il Regolamento di polizia rurale e urbana, il primo da quando Sant'Agata era entrata nel Regno d'Italia. Tra le nuove norme, il divieto di fare il bagno nel fiume, abitudine di molti santagatesi dell'epoca. Nel 1866 fu costruito il nuovo ponte di legno sul Santerno. A sud del paese il fiume era caratterizzato da lunghe ed ampie anse, che rallentavano il corso dell'acqua: nel giro di poco più di tre km, il Santerno ne formava sei. In caso di piogge il livello del fiume poteva elevarsi fino ad esondare, con grave pericolo per la popolazione. Le anse a sud del paese furono eliminate tra il 1885 e il 1888, con la realizzazione del cosiddetto "drizzagno" (un raddrizzamento di circa 2,5 chilometri), insieme all'innalzamento degli argini su tutto il fiume. I lavori furono eseguiti dal Genio Civile della Provincia di Ravenna.
Alla fine dell'Ottocento la superficie agraria era coltivata solo in minima parte. Lo studioso Emilio Rosetti, nella sua opera La Romagna. Geografia e storia (1894), divise il territorio agrario romagnolo in sei aree. Sant'Agata fu classificata, come la vicina Conselice, nella "Zona risicola", poiché la coltura prevalente era quella del riso.
All'inizio del XX secolo la popolazione viveva in condizioni modeste. Delle circa 400 famiglie che abitavano nel territorio del comune, pochissime erano definibili ricche. Quanto al tipo di lavoro, la fetta più grossa della popolazione era dedita all'agricoltura. I piccoli proprietari, in tutto qualche decina di famiglie, possedevano in media dai 3 ai 4 ettari di terra. Nonostante la loro vita faticosa, erano considerati benestanti: infatti non dovevano dividere con nessun altro il frutto del loro lavoro, come invece accadeva ai coloni mezzadri e agli affittuari (che alla fine dell'anno dovevano corrispondere al proprietario del terreno una quota fissa). A Sant'Agata, come del resto in tutta la Bassa Romagna, mezzadri e affittuari rappresentavano la stragrande maggioranza dei lavoratori. La categoria più disagiata era senza dubbio quella degli operai e dei braccianti: lavoravano solo d'estate, nella mietitura, nella trebbiatura e nella vendemmia, e rimanevano disoccupati in inverno; molti di essi, inoltre, non erano nemmeno proprietari della casa in cui vivevano.
Alcune tappe dello sviluppo civico di Sant'Agata sono scandite dagli avvenimenti che seguono: - 1901 viene fondata la Cassa Rurale da 14 soci, tra cui don Antonio Randi; - 1905 (25 novembre) viene inaugurato il nuovo ponte sul Santerno e viene progettata la rete fognaria all'interno del paese; - 1924 viene aperta la prima agenzia della Cassa di Risparmio di Ravenna; - 1925 giunge in paese la luce elettrica. La linea ferroviaria esisteva invece fin dal 1888; - 1926 (il 16 giugno) viene inaugurato l'asilo infantile fondato da Giovanna Azzaroli; - 1929 vengono costruite le attuali Scuole elementari, che saranno inaugurate due anni dopo. Per la prima volta alcune strade del centro urbano vengono asfaltate: sono via Roma, piazza Umberto I, largo Margherita di Savoia e via Mazzini.
Le due guerre mondiali portarono lutti e privazioni anche ai Santagatesi: nella guerra 1915-1918 si contarono 16 caduti in battaglia, 19 deceduti per malattie contratte al fronte e 5 dispersi. I danni causati dal secondo conflitto mondiale furono ancora più gravi: il paese venne quasi completamente distrutto dai bombardamenti (terribile l'ultimo del 9 aprile 1945) e si ebbero 77 civili deceduti per fatti di guerra e 6 militari morti o dispersi sui vari fronti. Sant'Agata fu liberata il 10 aprile 1945; i primi ad entrare furono i soldati inglesi e neozelandesi.
Al referendum istituzionale del 1946 la Repubblica ottenne 1.169 voti, la monarchia 108.
Alle elezioni politiche del 1948, ottennero voti per il Senato: Fronte Popolare 604, Democrazia Cristiana 277, PRI 239. Per la Camera: Fronte Popolare 674, Democrazia Cristiana 425, P.R.I. 259.
Il 5 dicembre 1959 il fiume Santerno ruppe l'argine in due punti e l'acqua invase il paese.
Nel 1960 Primo Mazzari fondò l'omonima distilleria, che rimane ancora oggi la fabbrica più conosciuta di Sant'Agata. Il secondo marchio più conosciuto, il Mobilificio Pirazzoli, sorse nel 1966.
Nel 1967 venne costruito il primo acquedotto cittadino. Nello stesso periodo fu completata l'illuminazione pubblica di vie e piazze. Al censimento del 1971 i santagatesi risultarono occupati come segue: il 27,2% nell'agricoltura; il 32,5% nell'industria ed il 40,3% nel terziario. Si poté notare un progressivo inurbamento della popolazione: tra il 1951 e il 1971 la quota degli abitanti residenti nel centro urbano passò dalla metà ai due terzi. Al referendum sul divorzio del 1974, il fronte del no vinse con 1.024 voti contro 462 sì.
Il 10 giugno 2003 è stato inaugurato il nuovo ponte sul Santerno, dotato di piste ciclabili e posto più in alto rispetto al precedente.
Nella notte tra il 16 e il 17 maggio 2023, in seguito alla rottura degli argini del fiume Santerno, il centro di Sant'Agata è stato nuovamente inondato dall'alluvione che ha colpito l'Emilia-Romagna.

### Simboli
Lo stemma del Comune si blasona:

## Monumenti e luoghi d'interesse

### Architetture religiose
- La chiesa arcipretale. L'edificio attuale è stato costruito su una chiesa precedente. La chiesa fu edificata nel 1881 per volere di monsignor Ercole Rambelli, arciprete dal 1874 al 1916. Il progetto fu affidato all'architetto Vincenzo Pritelli di Faenza che si ispirò, per la realizzazione dell'opera, allo stile neoclassico, in voga nel XIX secolo. La pianta è a croce latina, con abside semicircolare. La facciata, in pietra a vista, si sviluppa in verticale, terminando con un frontone triangolare. L'interno è a navata unica con nicchie laterali. Nella chiesa vi sono sette altari; il maggiore è dedicato a Sant'Agata Vergine e Martire, raffigurata nella pala d'altare opera del pittore massese Orfeo Orfei (fine XIX secolo)[20]. Nel 1892 fu ultimato il campanile, ancora su progetto del Pritelli. Nei primi mesi del 1944 il giovane pittore Umberto Folli, anch'egli di Massa Lombarda, dipinse la volta del presbiterio. Chiesa e campanile furono bombardati nell'aprile 1945; subito dopo la fine della guerra la chiesa e il campanile furono rifatti e Folli ridipinse gli affreschi[21][22].

### Architetture civii

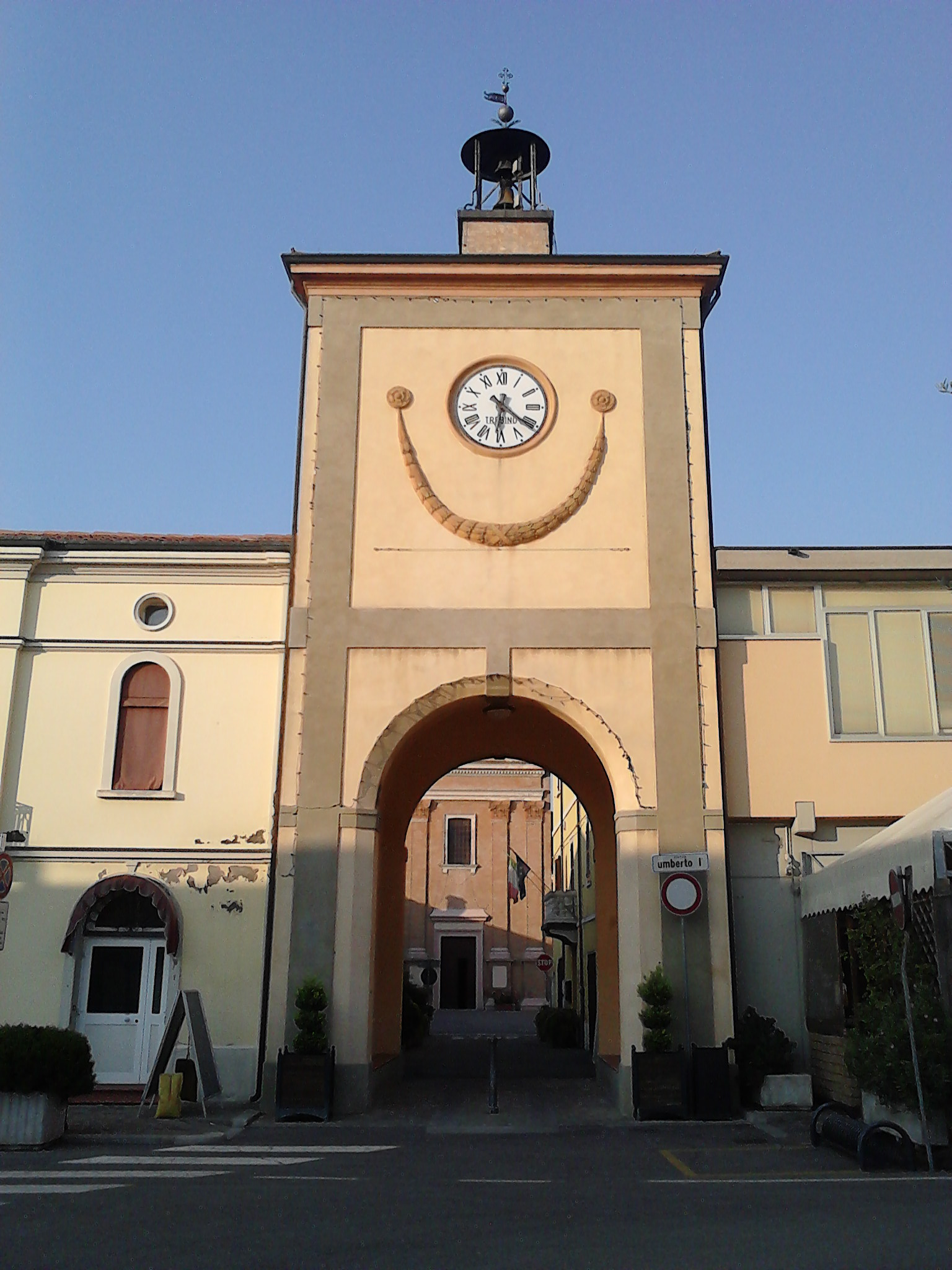
La torre civica

- La torre civica, detta anche Torre dell'orologio, fu costruita sull'antica porta di accesso al castello medievale. Il castello sorse nei primi secoli dopo il Mille. La costruzione era cinta da solide mura che formavano un quadrilatero circondato da un grande fossato. La chiesa arcipretale venne costruita nel recinto del castello. Lo spazio circondato dall'antica Fossa costituisce oggi la piazza principale del paese, Piazza Umberto I. Sovrasta la torre, fin da tempi remoti, la campana dell'orologio. Certamente era già stata costruita prima del 1487, data a cui risale il primo Statuto cittadino. La campana, detta "della ragione", serviva per chiamare i cittadini che governavano il paese affinché si riunissero in assemblea e si è conservata fino ai giorni nostri. Invece la torre attuale si ritiene sia stata costruita nel XVII secolo; l'aspetto esteriore è ancora più recente, essendo il frutto di rifacimenti eseguiti tra il 1820 e il 1880. Si narra che l'attraversare il grande arco della Torre "sorridente" durante i rintocchi della campana porti felicità. Il monumento è stato restaurato nel 1990.
- Il municipio si trova in piazza Garibaldi, un tempo piazza Maggiore, entro la cerchia delle mura. In origine faceva parte del fabbricato del castello: i muri perimetrali recano ancora tracce dei suoi contrafforti obliqui. L'edificio ha sempre avuto un prevalente utilizzo pubblico. Presso il municipio sono conservati gli Statuti: due antichi e preziosi codici, uno dei quali in pergamena con pregevoli miniature; contengono in 4 libri le leggi che il duca di Ferrara Ercole I emanò per S. Agata nel 1487. Il primo libro prescrive le modalità con cui dev'essere formato il governo cittadino e quali sono i suoi poteri; il secondo libro riguarda le cause civili e i reati contro il patrimonio; il terzo tratta dei reati contro la persona; il quarto e ultimo libro si occupa dell'agricoltura e dell'allevamento, attività su cui si reggeva l'economia del paese[23].
- La Villa patronale, edificio risalente al Settecento, situato ai margini della S.P. San Vitale, residenza estiva del famoso matematico Gregorio Ricci Curbastro.

### Zone di interesse archeologico
Il territorio comunale di Sant’Agata sul Santerno presenta alcuni siti di interesse archeologico: 
- Alla destra del fiume Santerno (corso attuale) e a poche decine di metri dalla S.P. San Vitale è stato rinvenuto un perimetro di m. 35x30 con resti di opere murarie e laterizi. I reperti sono databili dall’epoca romana al XVI secolo. Gli scavi furono effettuati nel 1962 e nel 1977/78. Oggi l’area è occupata da costruzioni moderne;
- In uno scavo del 2003 nel sito dove si ipotizza si trovasse la vecchia pieve altomedievale, sono riemersi alla luce tre muri portanti allineati in direzione nord-sud, distanti ciascuno sei metri dall’altro.

## Società

### Evoluzione demografica
Abitanti censiti

### Etnie e minoranze straniere
Secondo i dati ISTAT al 31 dicembre 2009 la popolazione straniera residente era di 313 persone. Le nazionalità maggiormente rappresentate in base alla loro percentuale sul totale della popolazione residente erano:
- Marocco 85 3,04%
- Romania 80 2,86%
- Pakistan 28 1,00%

### Religione
Nel comune di Sant'Agata sul Santerno è presente una parrocchia facente parte della diocesi di Faenza-Modigliana. Si ritiene che il suo culto provenga da Bisanzio. Agata è infatti una santa di origine orientale: si diffuse in Italia (a partire da Catania) proprio nel periodo bizantino.
La santa diede il nome alla pieve, che passò ad indicare il centro abitato già in epoca altomedievale.

## Cultura

### Biblioteche e musei
La biblioteca attuale è stata inaugurata nei primi anni 1980; è intitolata al filosofo santagatese Loris Ricci Garotti (1926-1965). Dal 2013 ha sede in piazza Ercole Rambelli.
Le conferenze e gli incontri pubblici si svolgono alla Ca' d'e' Cuntaden (storico edificio costruito ai primi del Novecento), inaugurata il 17 ottobre 1998.

### Eventi e ricorrenze
- 5 febbraio: Festa della Patrona Sant'Agata;
- Quarta domenica dopo Pasqua: Festa del Compatrono San Vincenzo Ferreri.

## Geografia antropica

### Urbanistica
Nel Medioevo il paese era circondato dalle mura ed aveva una superficie di pochi ettari. L’impianto urbanistico rimase lo stesso fino alla metà del XX secolo. Nella seconda metà del Novecento avvenne la trasformazione di Sant’Agata da centro agricolo a zona abitativa di pregio per accogliere le famiglie dai paesi vicini, Lugo in particolare. In pochi anni furono realizzati nuovi quartieri abitativi, la zona sportiva (con il palazzetto dello sport) e il centro sociale.

Al di là del Santerno, al confine con Lugo, fu creata una nuova zona artigianale, che oggi è il motore economico del paese.

## Infrastrutture e trasporti

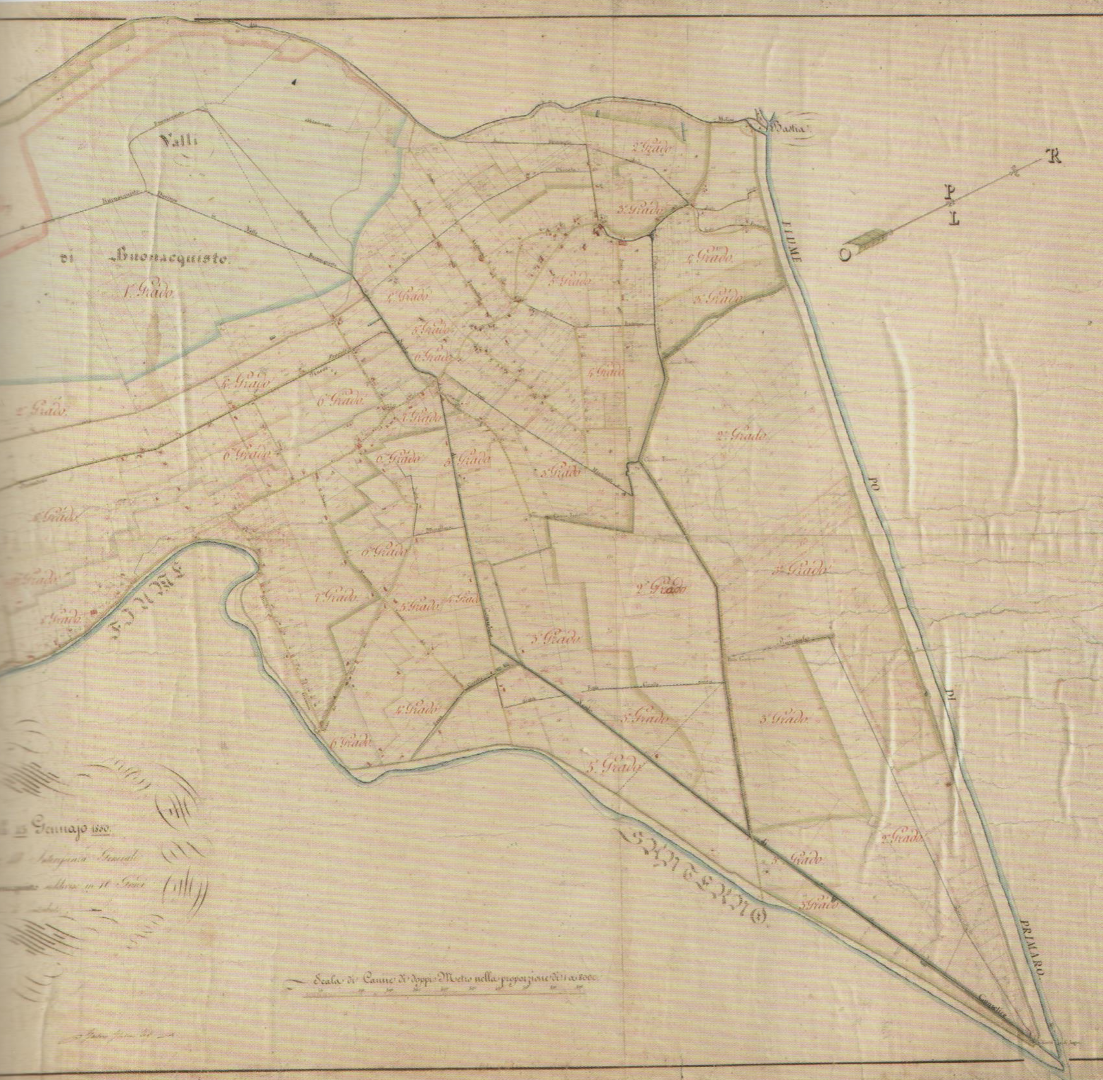
Mappa del territorio tra Sillaro e Santerno con l'indicazione della «Bastia» come toponimo (1830)

La «Bastia» e la «San Vitale» sono le due strade storiche che si incrociano a Sant'Agata.
La Via Bastia è una delle strade più antiche della Bassa Romagna. Le sue origini risalgono al Medioevo. Nel 1395, quando il Santerno spagliava ancora nelle valli, i Da Polenta avevano costruito una bastiglia, cioè un baluardo difensivo, nel punto di confluenza tra il Reno (all'epoca Po di Primaro) ed il fossato Zaniolo, ad ovest del Santerno. Sede di un rastellum dai consistenti pedaggi, finì sotto il controllo di Nicolò III d'Este verso il 1433. Il marchese fissò il confine tra i propri possedimenti e quelli polentani lungo il Primaro. Nel 1441, dopo aver acquisito il territorio di Lugo dallo Stato della Chiesa, gli Estensi iniziarono la costruzione di una strada che collegasse la bastia di Ca' di Lugo con quella presso il Po di Primaro. Nel 1460 i ferraresi deviarono il Santerno fino a condurlo nel Po di Primaro e la strada assunse l'attuale importanza, data dal fatto che si trovò a fiancheggiare il fiume per tutto il suo corso. Nel Cinquecento il nome "Via Bastia" è già accertato. In epoca moderna la Bastia venne prolungata di 4 km da Ca' di Lugo fino a Sant’Agata.
La Via San Vitale è l'asse principale di collegamento terrestre tra Ravenna e Bologna. Fino a tutto il XVIII secolo, la direttrice preferita per i collegamenti Ravenna-Bologna era stata la via fluviale, in quanto Ravenna era ben inserita nel sistema fluviale Reno-Po di Primaro.
Ancora nel 1801 sul fiume Santerno non esisteva il ponte: infatti, localmente, la strada era denominata "Via Pubblica che va al passo della Barca". L'attraversamento del Santerno avveniva a Ca' di Lugo. La san Vitale emerse come importante via di collegamento nel corso del XIX secolo, quando le opere di bonifica resero più stabili i collegamenti via terra.
Una moderna pista ciclabile collega il paese con la vicina Lugo, distante 4 km. Nel 2016 è stata aperta un'altra pista ciclabile in direzione Massa Lombarda.
Sant'Agata è collegata tramite autolinee a Bologna, Ravenna, Imola, Faenza, Lugo e Massa Lombarda.
Sant'Agata dispone di una propria stazione ferroviaria, posta lungo la linea Faenza-Lavezzola.

## Amministrazione
I Comuni di Sant'Agata sul Santerno, Alfonsine, Bagnacavallo, Bagnara di Romagna, Conselice, Cotignola, Fusignano, Lugo e Massa Lombarda formano insieme l'Unione dei comuni della Bassa Romagna.

### Sindaci precedenti

#### Dal 1864 al 1889
Nomina del sindaco da parte del re.
| Periodo      | Periodo        | Primo cittadino   | Partito | Carica  | Note                        |
| ------------ | -------------- | ----------------- | ------- | ------- | --------------------------- |
| 1864         | 1872           | Carlo Gieri       |         | Sindaco | Deceduto                    |
| 1873         | 1875           | Aderito Farina    |         | Sindaco | facente funzioni            |
| 1875         | 1879           | Ugo Gieri         |         | Sindaco | dimissionario               |
| Gennaio 1879 | Settembre 1879 | Costante Scardovi |         | Sindaco | facente funzioni            |
| Ottobre 1879 | Settembre 1882 | Francesco Farina  |         | Sindaco | facente funzioni            |
| 1882         | 1884           | Ugo Gieri         |         | Sindaco | 2º mandato                  |
| 1884         | 1885           | Carlo Ricci       |         | Sindaco | dimissionario               |
| 1885         | 1890           | Francesco Farina  |         | Sindaco | facente funzioni (2ª volta) |

#### Sindaci dal 1890 al 1924
Elezione del sindaco da parte del consiglio comunale (legge 30/12/1888, n. 5865).
| Periodo           | Periodo          | Primo cittadino                 | Partito                   | Carica      | Note                   |
| ----------------- | ---------------- | ------------------------------- | ------------------------- | ----------- | ---------------------- |
| 1890              | Ottobre 1894     | Francesco Farina (1841-1894)    |                           | Sindaco     | dimissionario          |
| Ottobre 1894      | Giugno 1895      | Casimiro Dalle Vacche           |                           | Sindaco     | facente funzioni       |
| Giugno 1895       | Luglio 1895      | Angelo Tampieri                 |                           | Sindaco     | facente funzioni       |
| 10 settembre 1895 | 31 agosto 1902   | Domenico Scardovi (1845-1934)   | moderati                  | Sindaco     | confermato (nel 1899?) |
| 1º settembre 1902 | 27 agosto 1904   | Demetrio Gieri (1824-1909)      |                           | Sindaco     | dimissionario          |
| 14 marzo 1905     | 20 luglio 1914   | Remigio Ricci Bitti (1861-1935) | repubblicani e socialisti | Sindaco     | confermato (nel 1909?) |
| 21 luglio 1914    | 20 aprile 1920   | Luigi Azzaroli (1868-1924)      | moderati                  | Sindaco     | dimissionario          |
| 21 aprile 1920    | 24 ottobre 1920  | Vincenzo Vanni                  |                           | Comm. pref. |                        |
| 24 ottobre 1920   | 1º novembre 1922 | Luigi Bordini (1896-1945)       |                           | Sindaco     | dimissionario          |
| 18 dicembre 1922  | 30 giugno 1923   | Alfredo Mondini                 |                           | Comm. pref. |                        |
| 1º luglio 1923    | Novembre 1924    | Luigi Scardovi (1892-1946)      |                           | Sindaco     | dimissionario          |
| Novembre 1924     | 15 marzo 1925    | Angelo Giuseppe Avveduti        |                           | Sindaco     | facente funzioni       |

#### Podestà e sindaci della Liberazione
Podestà nominato dal re.
| Periodo          | Periodo        | Primo cittadino                      | Partito                    | Carica      | Note                                                            |
| ---------------- | -------------- | ------------------------------------ | -------------------------- | ----------- | --------------------------------------------------------------- |
| 16 marzo 1925    | 1932           | Luigi Scardovi (1892-1946)           | Partito Nazionale Fascista | Podestà     |                                                                 |
| 1932             | 1936           | Angelo Giuseppe Avveduti (1869-1960) |                            | Podestà     |                                                                 |
| 13 novembre 1936 | 27 giugno 1937 | Tomaso Marzetti (1889-1980)          |                            | Comm. pref. |                                                                 |
| 28 giugno 1937   | 23 agosto 1943 | Tomaso Marzetti                      |                            | Podestà     | (luglio-settembre 1940: sostituito da Angelo Giuseppe Avveduti) |
| Gennaio 1944     | 1945           | Antonio Vernocchi                    |                            | Comm. pref. |                                                                 |
| aprile 1945      | ottobre 1945   | Adriano Venturini (1904-1980)        |                            | Sindaco     |                                                                 |
| ottobre 1945     | marzo 1946     | Achille Brunetti (1896-1971)         |                            | Sindaco     |                                                                 |

#### Repubblica italiana (dal 1946)[44]
Elezione del sindaco da parte del consiglio comunale.
| Periodo          | Periodo          | Primo cittadino                     | Partito                     | Carica      | Note                                         |
| ---------------- | ---------------- | ----------------------------------- | --------------------------- | ----------- | -------------------------------------------- |
| 1946             | 18 dicembre 1950 | Tomaso Penazzi (1912-1986)          | Partito Comunista Italiano  | Sindaco     | dimissionario                                |
| 19 dicembre 1950 | 11 febbraio 1951 | Giacomo Drei                        | Partito Socialista Italiano | Sindaco     | facente funzioni                             |
| 12 febbraio 1951 | 22 aprile 1954   | Giacomo Drei (1886-1966)            | PSI                         | Sindaco     | dimissionario                                |
| 23 aprile 1954   | 1956             | Egidio Mazzini                      | PCI                         | Sindaco     | facente funzioni                             |
| 1956             | 22 novembre 1964 | Dino Landi (1919-1997)              | PSI                         | Sindaco     | Confermato nel 1960.                         |
| 22 novembre 1964 | 1970             | Egidio Mazzini (1927-2018)          | PCI-PSIUP                   | Sindaco     |                                              |
| 1970             | 1977             | Raffaele Biondi (1927-1984)         | PCI                         | Sindaco     | Confermato nel 1975. Dimissionario nel 1977. |
| 15 aprile 1977   | 1980             | Amalio Ricci Garotti (1936-vivente) | PCI                         | Vicesindaco |                                              |
| 1980             | 1985             | Amalio Ricci Garotti                | PCI-PSI                     | Sindaco     |                                              |
| 3 giugno 1985    | 12 marzo 1989    | Romano Ricci Mingani (1934-vivente) | PCI                         | Sindaco     | dimissionario                                |
| 13 marzo 1989    | 6 maggio 1990    | Maria Landa Biondi (1952-           | PCI                         | Vicesindaco |                                              |
| 7 maggio 1990    | 25 aprile 1995   | Maria Landa Biondi                  | PCI                         | Sindaco     |                                              |

Elezione del sindaco a suffragio diretto (legge 25/3/1993, n. 81)
| Periodo        | Periodo        | Primo cittadino                  | Partito                                          | Carica  | Note                          |
| -------------- | -------------- | -------------------------------- | ------------------------------------------------ | ------- | ----------------------------- |
| 26 aprile 1995 | 14 giugno 2004 | Luigi Antonio Amadei (1938-2025) | Insieme per S. Agata (lista civica indipendente) | Sindaco | Confermato il 22 giugno 1999. |
| 15 giugno 2004 | 7 giugno 2009  | Franca Proni (1941-)             | Insieme per S. Agata                             | Sindaco |                               |
| 8 giugno 2009  | 25 maggio 2014 | Luigi Antonio Amadei             | Insieme per S. Agata                             | Sindaco |                               |
| 26 maggio 2014 | 9 giugno 2024  | Enea Emiliani (1981-             | Insieme per S. Agata                             | Sindaco | Confermato il 27 maggio 2019. |

### Gemellaggi
- Eybouleuf, dal 2014
- La Geneytouse, dal 2014
- Saint-Denis-des-Murs, dal 2014
- Royères, dal 2014

I quattro comuni fanno parte del comitato di gemellaggio Noblat Aigues Vives, nell'Alta Vienne.

## Sport
Calcio
Fino all'annata 2012/13 la società calcistica locale, la S. C. Santagatese (affiliata alla società imolese ASD Chicco Ravaglia), ha disputato il campionato di Eccellenza Emilia-Romagna.
Nel 2014 è stata fondata l'Asd Santagata Sport la cui prima squadra milita nel campionato di Prima Categoria dopo due promozioni consecutive dalla Terza alla Seconda (2017/2018) e dalla Seconda alla Prima (2018/2019).